# Plongée en eau douce

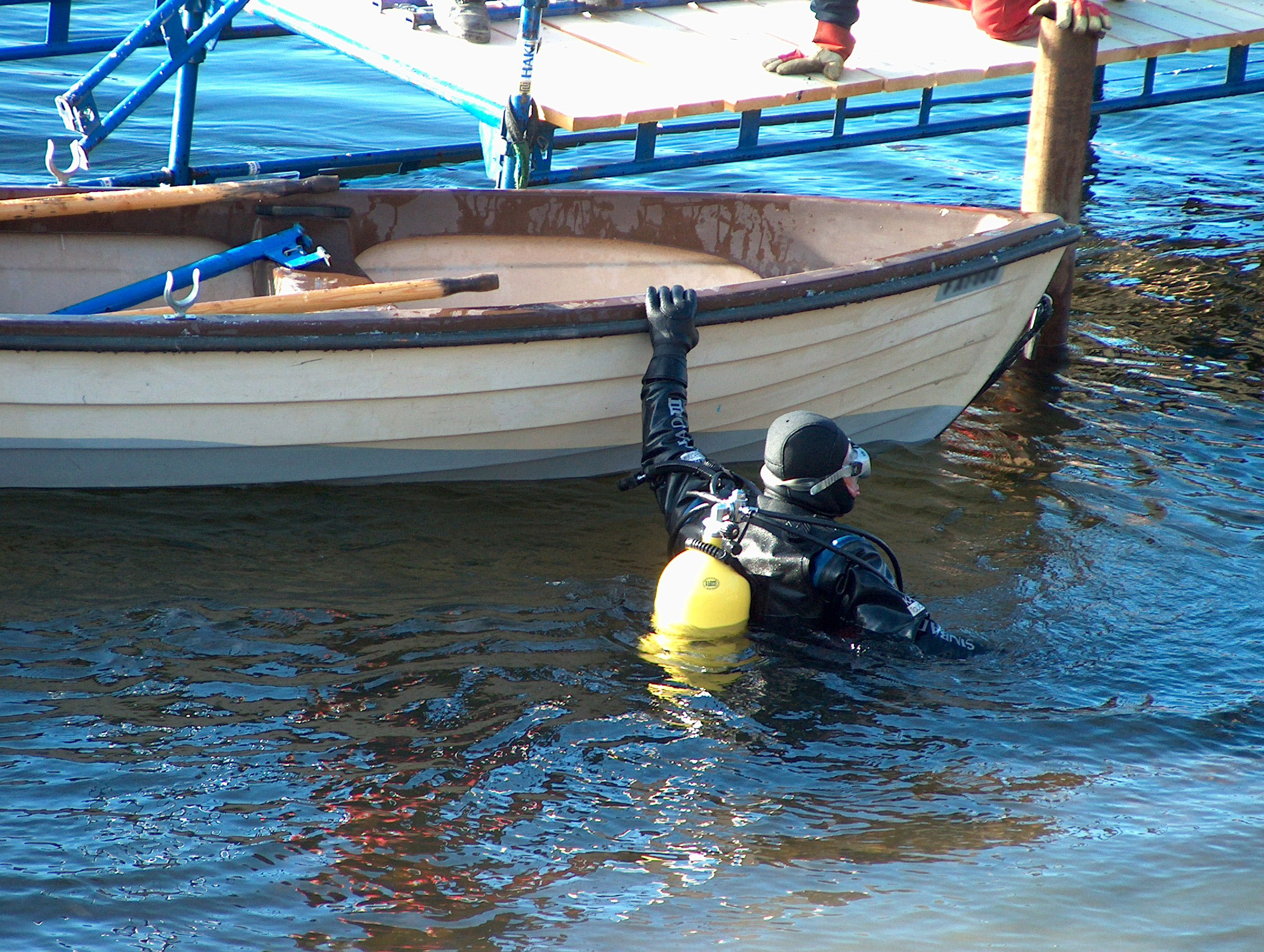
Plongeur dans une rivière

La plongée en eau douce est l'un des types de plongée que l'on peut effectuer, dans le cadre de la plongée loisir ou professionnelle.
Ce type de plongée est un peu particulier dans la mesure où l'eau n'étant pas salée, la flottabilité doit être adaptée.

## Adaptation technique
(à développer)
À matériel équivalent, il conviendra d'adapter son lestage en rapport au milieu : (eau douce). Diminuer son lestage car la densité de l'eau douce est moins importante que l'eau de mer.

## Lieux de plongée

### Plongée en piscine
La piscine, est souvent le lieu d'apprentissage des débutants et de tous ceux qui n'habitent pas à proximité de la mer (ou de l'océan). Elle permet alors d'appréhender les particularités liées au matériel (respiration sur un détendeur, utilisation du gilet de stabilisation, mais aussi des palmes, masque et tuba), la flottabilité, la propulsion sous-marine, le tout sans avoir à se confronter aux particularités du milieu, parfois angoissantes pour les néophytes.
La piscine permet aussi aux plongeurs de s'entraîner, tout au long de l'année, de maintenir leurs savoir-faire, en vue des plongées en milieu naturel. 
En raison de sa facilité d'accès et de la faible profondeur, la piscine reste aussi un lieu privilégié et protégé pour les essais de matériels par exemple.
Et pour ces mêmes raisons (facilité, sécurité), ainsi que pour la transparence de l'eau et la lumière, la piscine est un milieu très appréciée des photographes sous-marins qui peuvent se permettre des compositions artistiques impossibles à réaliser en milieu naturel.
Dans certains pays, il est aussi possible de plonger dans des fosses de plongée. Ce sont des fosses de profondeur variable mais pouvant atteindre 20 m comme à Civaux, Clermont-Ferrand ou à Rimouski et qui permettent alors de faire des exercices techniques en simulant de véritables plongées. Ces fosses sont un incontestable avantage dans le cadre de l'apprentissage des techniques de plongée (utilisation du gilet de stabilisation, exercices de sauvetage, etc.)

### Plongée en lac ou étang
Les lacs et étangs permettent souvent des belles plongées, qu'elles soient du bord ou depuis une embarcation. On y trouve une faune intéressante et parfois abondante (étang de Berre en France par exemple), des lieux privilégiés pour les recherches archéologiques, voire des épaves (Le France sur le Lac d'Annecy en France entre autres).
Ces étendues d'eau, en raison de leur taille et de leur exposition, offrent souvent des conditions météorologiques calmes permettant une pratique aisée de la discipline.

### Plongée en rivière
La plongée en rivière, qu'elle se fasse à la dérive ou sur un site précis, nécessite des cours d'eau adaptés, de par leur profondeur, leur topographie et leur débit. On peut néanmoins y faire des fouilles archéologiques, des courses d'orientation, etc.

### Plongée en carrière
L'ancienne carrière d'extraction de minerais inondée offre aussi un lieu de plongée particulièrement adaptés pour les plongeurs trop éloignés de la mer. Ceux-ci peuvent, en fonction de la topographie du site, y réaliser nombre d'exercices.
Dans certains pays (en France et en Belgique notamment), des carrières sont équipées pour les plongeurs avec centre de plongée à proximité, plates-formes immergées à différentes profondeurs, épaves de bus, voitures, avion, char de combat etc.